# 홍현희 (농구 선수)
홍현희(1982년 1월 24일  ~ )는 2004년 하계 올림픽에 참가한 대한민국의 전 농구 선수이다.